# Collision aérienne du salon aéronautique de Dallas
La collision aérienne du salon aéronautique de Dallas est survenue le 12 novembre 2022 lorsque deux warbirds de la Seconde Guerre mondiale, un B-17 Flying Fortress et un Bell P-63 Kingcobra, sont entrés en collision en vol et se sont écrasés lors du spectacle aérien Wings Over Dallas à l'aéroport exécutif de Dallas (en) à Dallas, au Texas, (États-Unis). La collision s'est produite vers 13 h 25 heure locale (UTC−6). Le spectacle aérien, qui a coïncidé avec les célébrations de la journée des anciens combattants, était organisé par la Commemorative Air Force.
Les deux avions ont été totalement détruits. Les responsables ont rapporté que le B-17 avait un équipage de cinq personnes tandis que le P-63 avait un seul occupant, leur mort a été confirmée par le médecin légiste du comté de Dallas. La FAA et le NTSB ont lancé une enquête sur l'accident. Les débris étant tombés à distance des spectateurs, aucune autre victime n'est à déplorer.

## Avions
Le B-17 impliqué a été identifié comme Texas Raiders (en), un B-17G-95-DL construit par Douglas et immatriculé N7227C qui est entré en service en 1945. C'était l'un des rares B-17 Flying Fortress restés en état de navigabilité.
Le deuxième avion impliqué a été identifié comme un P-63F-1-BE Kingcobra immatriculé N6763 qui est entré en service en 1946 et exploité par l'American Airpower Heritage Flying Museum. Cet avion était l'une des deux seules variantes de P-63F construites. C'était l'un des cinq seuls P-63 restés en état de navigabilité. Il n'avait pas de nom et était peint avec ses marques de test « X » d'origine.

## Accident
La collision s'est produite à 13 h 22, heure locale, à l'aéroport de Dallas Executive (en) lors d'un meeting aérien, Wings Over Dallas, organisé par la Commemorative Air Force, une organisation à but non lucratif dont le but est de préserver les avions historiques. Ce spectacle aérien, organisé pendant un week-end commémoratif du Veteran's Day, avait attiré plus de 4 000 spectateurs. Les deux avions étaient généralement pilotés par des bénévoles hautement qualifiés, dans de nombreux cas des pilotes professionnels à la retraite.
Les données ADS-B et les transmissions radio enregistrées révèlent que le responsable des manœuvres de vol a demandé à la formation de bombardiers de suivre la ligne de spectacle longue de 1 000 pieds (300 m), qui est parallèle et située à 1 000 pieds (300 m) des spectateurs. Simultanément, les chasseurs ont reçu l'ordre d'adopter une formation de traînée - où les ailiers volent en dessous et derrière l'avion de tête - et d'avancer le long de la ligne de spectacle de 500 pieds (150 m), se positionnant devant la formation de bombardiers.
Selon des témoignages et des vidéos publiées sur les réseaux sociaux, le P-63F effectuait un virage incliné à grande vitesse sur l'approche de la piste tout en perdant de l'altitude. Il est entré en collision avec le B-17 sur le quartier arrière bâbord par le haut, coupant le fuselage du B-17 juste à l'arrière de ses ailes. Les deux avions se sont disloqués et ont touché le sol quelques secondes plus tard, explosant et prenant feu.

Site de l'accident
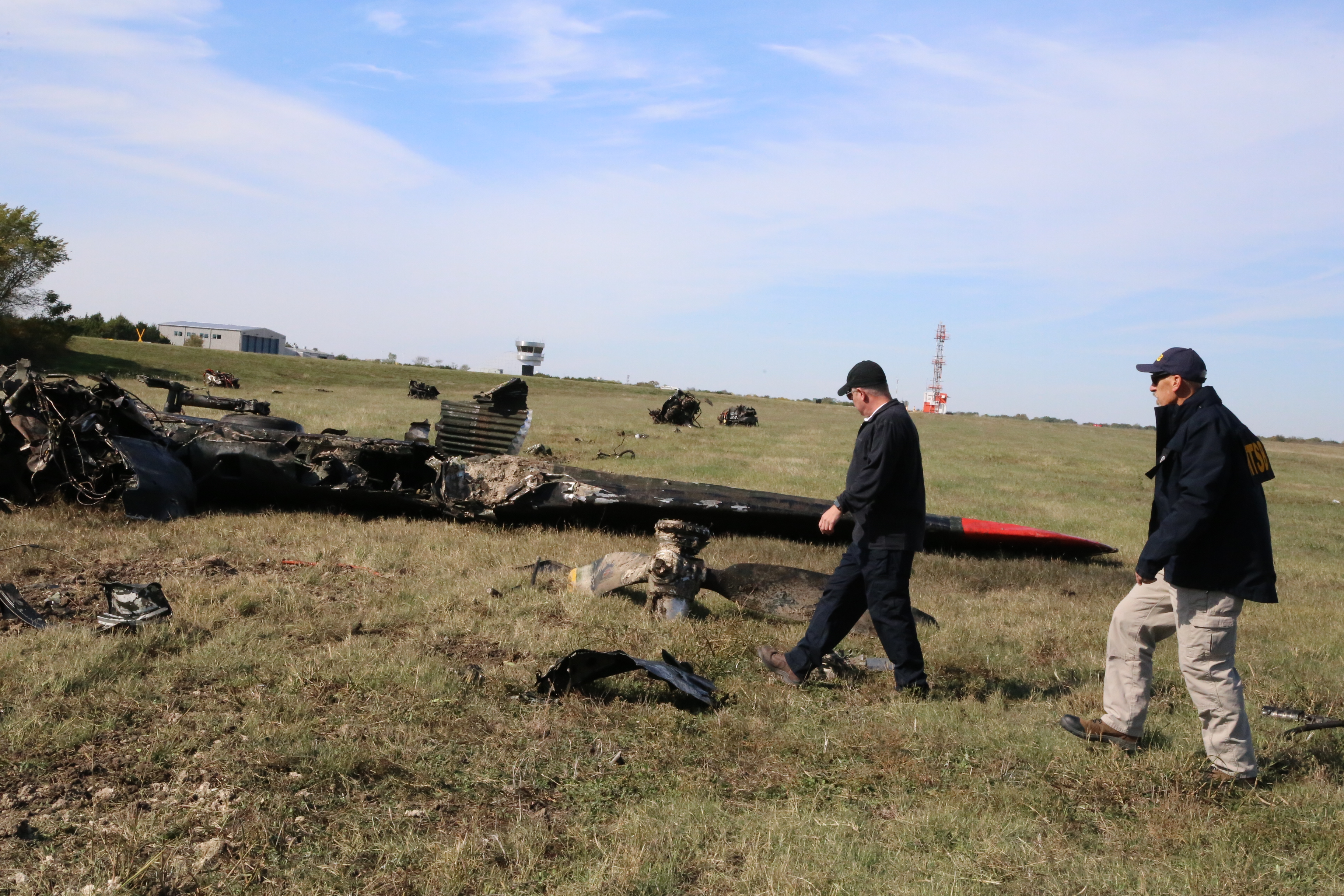
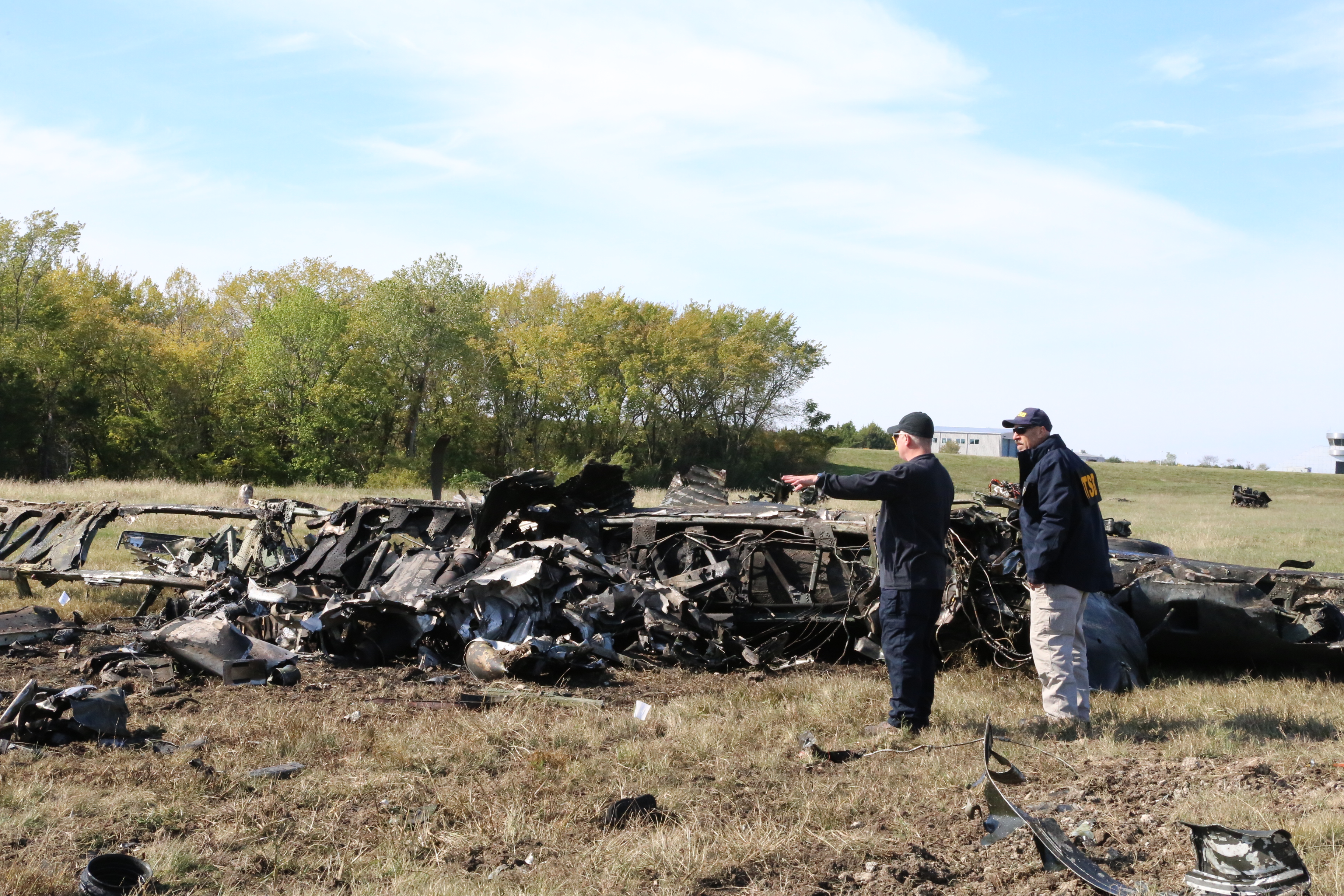
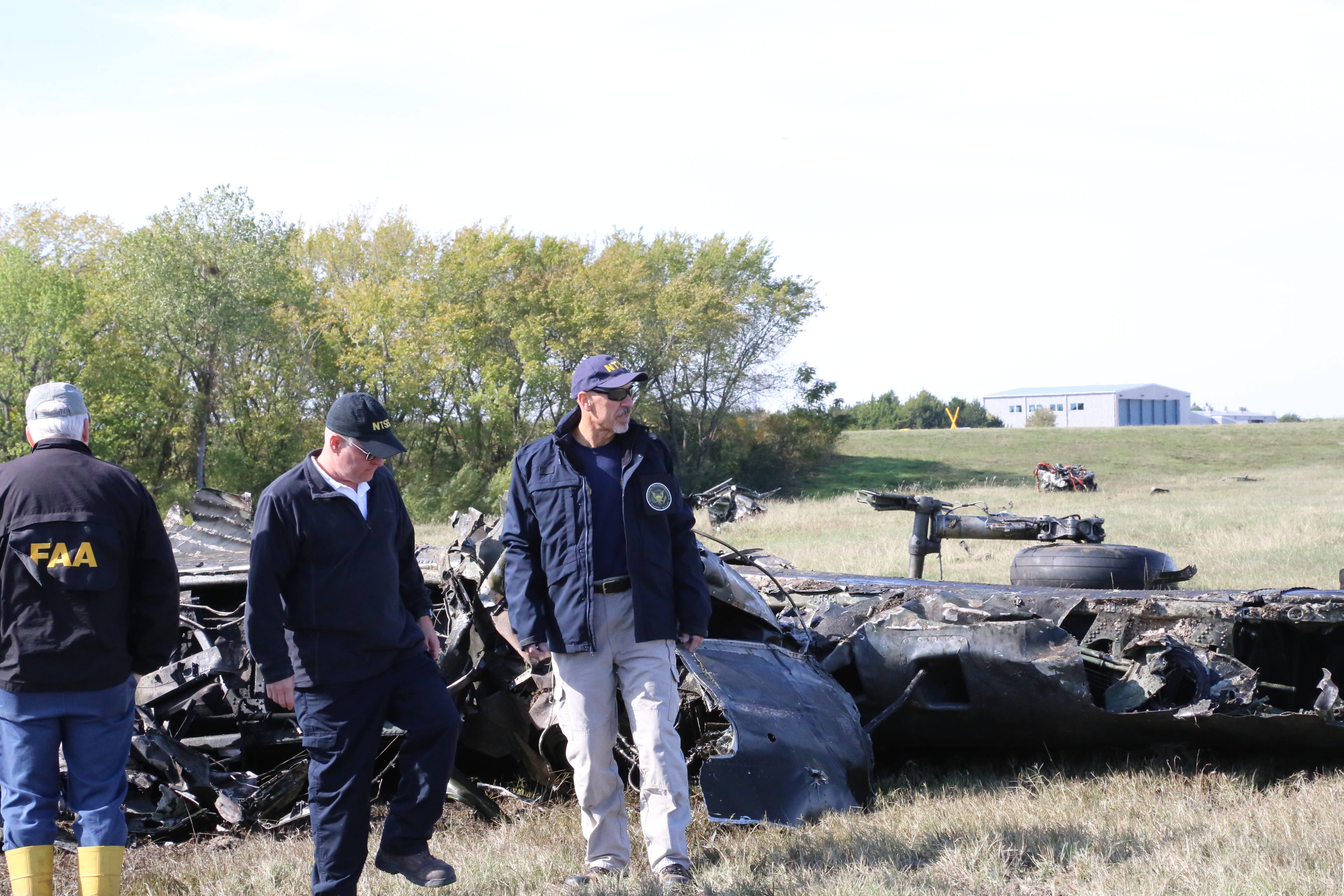

Un pilote au sol, qui a observé la collision en vol, a émis l'hypothèse que le pilote du P-63F aurait pu confondre l'un des bombardiers suiveurs avec le leader. Cette erreur d'identification aurait pu amener le pilote à croire qu'il avait déjà franchi la trajectoire de vol de la formation de bombardiers. En conséquence, il a resserré sa trajectoire et a positionné le ventre du P-63 vers la ligne de bombardiers, obscurcissant par inadvertance sa vue du B-17 qui approchait.

## Victimes
Les six membres d'équipage à bord des deux avions ont tous été tués, ce qui en fait le premier accident mortel de l'histoire de la Commemorative Air Force, depuis sa création 17 ans auparavant ; aucun blessé ni décès n'a été signalé au sol. 
Les cinq membres d'équipage à bord du B-17 étaient Terry Michael Barker, Kevin Dimitri « K5 » Michels, Daniel Alexander Ragan, Leonard Lloyd « Len » Root et Curtis James Rowe, tandis que Craig Stephen Hutain a été identifié comme étant le seul occupant et pilote du P-63. 

## Réactions
Plusieurs responsables texans ont réagi au crash sur Twitter. Le juge du comté de Dallas, Clay Lewis Jenkins (en), a déclaré sur Twitter « Mon cœur va à toutes les personnes et familles touchées par l'horrible tragédie du spectacle aérien Wings Over Dallas aujourd'hui. Veuillez vous joindre à moi pour prier pour tous ». Le maire de Dallas, Eric Johnson, a déclaré sur Twitter « nous avons eu une terrible tragédie dans notre ville aujourd'hui lors d'un meeting aérien ».
Dans les heures qui ont suivi l'accident, l'Allied Pilots Association (en), un syndicat représentant les pilotes d'American Airlines, a confirmé sur Twitter que deux de ses anciens membres, Terry Barker et Len Root, faisaient partie de l'équipage du B-17 et sont morts dans le crash.

## Enquête
Après l'accident, la Federal Aviation Administration (FAA) et le Conseil national de la sécurité des transports (NTSB) ont lancé une enquêtes. Le 14 novembre, le NTSB a annoncé que l'épave du P-63 avait été déplacée vers un « lieu sûr », tandis que la récupération de l'épave du B-17 avait été retardée en raison de la pluie. Le NTSB a également confirmé qu'aucun des deux appareils n'était équipé d'un enregistreur de paramètre (FDR), mais qu'un navigateur GPS à bord du P-63 et un écran de vol électronique à bord du B-17 ont été récupérés et ont été transportés dans un laboratoire du NTSB à Washington DC pour être traités afin d'obtenir « des données et des informations pertinentes ».
Le 30 novembre, le NTSB a publié un rapport préliminaire, soulignant l'absence de briefings concernant la déconfliction d'altitude avant le vol ou pendant que les avions étaient en l'air. Les avions ont donc tous été autorisés à voler à la même altitude. Le rapport a également noté que le navigateur GPS du P-63 n'a enregistré aucune information pendant tout le vol. 
Le 12 janvier 2023, l'enregistrement audio du contrôle aérien (ATC) a été publié, indiquant qu'aucun conseil lié aux altitudes de vol n'avait été fourni aux pilotes. De plus, le P-63 impliqué dans l'accident était connu pour avoir une visibilité compromise depuis le cockpit, en raison des renforts métalliques masquant partiellement le champ de vision des pilotes.

### Rapport final

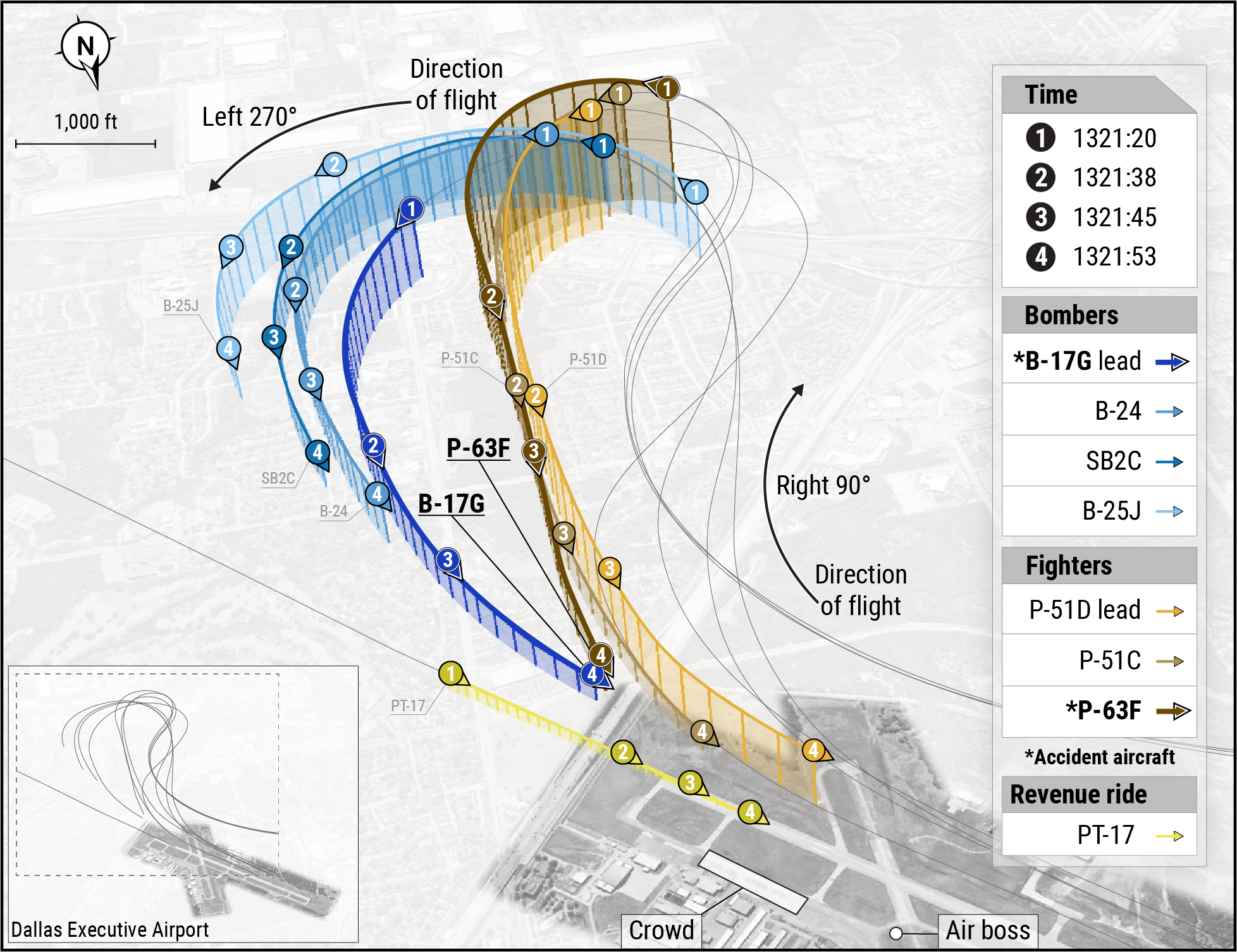
Graphique montrant les trajectoires de vol descendantes des avions, lors du virage final avant la collision.

Le 12 décembre 2024, le NTSB a rendu public le rapport final sur cette collision en vol. Les enquêteurs ont conclu que la cause probable de l'accident était le briefing préalable inadéquat du responsable des manœuvres aériennes et de l'organisateur de l'événement, ainsi que le plan de séparation des différents avions pour la représentation du spectacle aérien, s'appuyant uniquement sur les directives de déconfliction en temps réel du responsable au sol et sur la règle du voir et éviter pour éviter tous risque de collision, ce qui a conduit à la perte de séparation entre le B-17 et le P-63.
Un autre facteur ayant contribué à l'accident a été le manque de directives de la FAA pour les responsables des manœuvres aériennes et les organisateurs d'événements aériens à propos de l'élaboration de plans de vol et la réalisation d'évaluations des risques qui garantissent la séparation des avions qui ne font pas partie d'un ensemble de manœuvres approuvées, mais également le manque d'exigences et de directives de la FAA pour les évaluations récurrentes des responsables au sol et la surveillance directe de leurs performances.